# WordPerfect Corporation
WordPerfect Corporation – amerykańskie przedsiębiorstwo informatyczne założone w 1979 roku przez Alana Ashtona, Bruce’a Bastiana i Dona Owensa, pod nazwą Satellite Software International, z siedzibą w Orem, w stanie Utah.
Przedsiębiorstwo od początku zajmowało się produkcją edytorów tekstu, a jego pierwszym programem był edytor przeznaczony dla minikomputerów produkowanych przez firmę Data General. W 1982 roku pojawił się WordPerfect, który na wiele lat zdominował rynek, szczególnie w okresie panowania systemu operacyjnego DOS. W połowie lat 80. przedsiębiorstwo zmieniło nazwę na WordPerfect Corporation. Kolejnymi produktami WP Corp. były m.in. pakiet grafiki prezentacyjnej Presentations, zakupiony od Borlanda i rozwijany samodzielnie arkusz kalkulacyjny Quattro Pro, w środowisku Windows pojawił się InfoCentral i zakupiony system zarządzania bazą danych Paradox.
Błędy w zarządzaniu i wytyczaniu strategii rozwoju, przede wszystkim w obliczu rosnącej potęgi Microsoftu i jej produktów biurowych dla Windows, spowodowały niezdolność do dalszego rozwoju i WordPerfect Corporation została w 1994 roku sprzedana firmie Novell, a ta odstąpiła ją w 1996 roku firmie Corel, gdzie programy WordPerfecta pozostają do dzisiaj, należąc w dalszym ciągu do czołowych produktów w swoich klasach na rynku.